# Perseus Peak
Der Perseus Peak ist ein dreiseitiger Berg in der antarktischen Ross Dependency. Im Tentacle Ridge der Cook Mountains ragt er nordwestlich des Medusa Peak auf.
Das Advisory Committee on Antarctic Names benannte ihn 2000 nach der Perseus, Heros aus der griechischen Mythologie.